# Jochen Heisig
Jochen Heisig (* 6. Oktober 1965 in Sinsheim) ist ein ehemaliger deutscher Fußballspieler, der als Stürmer von 1987 bis 1989 für den Karlsruher SC 32 Bundesligaspiele (vier Tore) und anschließend bis 1993 für Hannover 96 und 1860 München in der 2. Bundesliga 110 Spiele (38 Tore) bestritten hat.

## Stationen bis 1987
Der in Sinsheim geborene Jochen Heisig wuchs in Bad Rappenau auf. Seine ersten Stationen als Fußballspieler waren der heimische VfB Bad Rappenau, der VfB Stuttgart sowie der VfR Heilbronn. Heisig stand 1984/85 erstmals im Seniorenkader des ehemaligen Zweitligisten, der inzwischen im Amateurlager in die viertklassige Verbandsliga Württemberg abgerutscht war. Er absolvierte in der Debütsaison alle 36 Spiele, erzielte neun Tore und war damit hinter VfR-„Legende“ Erwin Kadlubsky zweitbester Torschütze. Im Jahr darauf gelang dem VfR der Wiederaufstieg in die damals drittklassige Amateur-Oberliga Baden-Württemberg, Heisig hatte hierzu elf Tore in 27 Spielen beigetragen. Als 17. der Tabelle stieg das Team von Trainer Helmut Röhrig allerdings nach der Oberligasaison 1986/87 umgehend wieder in die Verbandsliga ab. Jochen Heisig war mit zwölf Treffern in 33 Ligaspielen erfolgreichster Torschütze des VfR.

## Karlsruher SC, 1987–1989
Auf Vermittlung des zu dieser Zeit beim VfR tätigen Ex-Profis Martin Kübler, der in den 1970er Jahren bei den Badenern gespielt hatte, wechselte Heisig daraufhin im Sommer 1987 zum Bundesliganeuling Karlsruher SC. Der erst 21-jährige Heisig passte zum Anforderungsprofil von Trainer Winfried Schäfer, denn der KSC war in diesem Jahr überraschend ins deutsche Fußball-Oberhaus aufgestiegen, war aber aufgrund der finanziellen Situation des Vereins in erster Linie auf Zugänge aus der Jugend und dem Amateurlager angewiesen.
Das Nachwuchstalent wurde zur Bundesligarunde 1987/88 als Verstärkung für die Offensive der Aufstiegself um Michael Harforth und Arno Glesius verpflichtet. Die „Mannschaft der Namenlosen“ war vor Saisonbeginn als erster Abstiegskandidat gehandelt worden, überraschte aber mit mutigem Angriffsfußball die Experten. Heisig debütierte in der Bundesliga am zweiten Spieltag am 8. August 1987, als er kurz vor Ende der Partie in Bremen, die 0:2 verloren ging, eingewechselt wurde. Neben Arno Glesius spielte sich allerdings Helmut Hermann als zweite Angriffsspitze in die Stammelf, Heisig blieb nur die Joker-Rolle. Er wurde von Winni Schäfer in 15 Spielen eingesetzt und erzielte drei Tore, stand aber nur zwei Mal in der Startelf. Daran änderte sich auch in der darauf folgenden Runde nichts, bei 17 Liga-Einsätzen spielte Heisig nur eine Begegnung über 90 Minuten und erzielte in diesem Spiel gegen Hannover 96 sein einziges Tor in dieser Spielzeit.
Diese Begegnung am 18. Februar 1989 war für Jochen Heisig nicht nur aus diesem Grund eine besondere, denn sie fand aufgrund einer vom DFB verhängten Stadionsperre an seiner alten Wirkungsstätte, dem Heilbronner Frankenstadion, statt. Der KSC gewann mit 2:0 und Heisig erzielte das Führungstor. Der Höhepunkt seiner Profilaufbahn aber war das Pokalspiel vier Tage zuvor beim FC Bayern München: Im Achtelfinale des DFB-Pokal-Wettbewerbes 1988/89 behielten die Badener im Olympiastadion mit 4:3 die Oberhand, Heisig war in der 61. Minute beim Stand von 3:2 für die Münchener eingewechselt worden und erzielte in der 75. Spielminute den Ausgleich für den KSC, bevor Srećko Bogdan in der 83. zum vielumjubelten Siegtreffer einschob.

## Hannover 96 und 1860 München, 1989–1993
Der Bundesliga-Absteiger Hannover 96 war nicht zuletzt durch Heisigs Treffer im Rückrundenspiel beim KSC auf den Stürmer aufmerksam geworden. Die „Roten“ waren nach dem Abstieg zu einem Umbruch gezwungen, denn mit Dammeier, Drews, Kohn, Zanter, Grillemeier, Willmer, Zechel, Palasz, Schatzschneider und Raps hatten zahlreiche Stammspieler den Verein verlassen, darüber hinaus wurde der vormalige Torjäger Siegfried Reich noch in der Hinrunde für 700.000 DM nach Uerdingen verkauft. Einer der Spieler, die für den Neuaufbau in der Zweiten Bundesliga verpflichtet wurden, war Jochen Heisig, der in Karlsruhe nie über die Joker-Rolle hinausgekommen war. Er hatte zunächst einen Vertrag bei Kickers Offenbach unterschrieben, nahm aber, nachdem den Kickers kurzfristig die Lizenz für die 2. Liga entzogen worden war, das Angebot der Hannoveraner an. Dort war er als Stammspieler gesetzt und erzielte auch regelmäßig Tore (1989/90: 35 Spiele, 13 Tore, 1990/91: 38 Spiele, 19 Tore), die Mannschaft schnitt aber nur mäßig erfolgreich ab, die zwei Jahre waren durch die häufigen Trainerwechsel und anhaltende finanzielle Probleme des Vereins geprägt.
Bereits kurz nach dem Start in die Zweitligarunde 1989/90 wurde der gerade erst neu verpflichtete Trainer Slobodan Čendić am 31. August 1989 entlassen, als Hannover 96 mit nur einem Sieg aus sechs Spielen auf dem letzten Tabellenplatz stand. Er wurde ab dem 13. September durch Michael Krüger ersetzt, nachdem der Trainer des Nachbarn TSV Havelse, Volker Finke, den „Roten“ eine Absage erteilt hatte. Jochen Heisig zeichnete sich in seiner ersten Saison mit 13 Toren als der intern beste Torschütze aus, am Ende der Spielzeit belegte Hannover 96 immerhin noch den achten Rang. Auch das zweite Spieljahr 1990/91 des Ex-Heilbronners war durch einen frühzeitigen Trainerwechsel gekennzeichnet. Ab dem 1. Oktober 1990 übernahm Michael Lorkowski von Krüger das Traineramt. Am Rundenende rangierte Hannover 96 auf dem zehnten Tabellenplatz, Heisig führte mit 19 Treffern erneut und souverän die interne Liste der Torschützen an und belegte damit in der Torjägerliste der Zweitligarunde hinter Michael Tönnies, Marcus Marin und Thomas Adler den vierten Rang. Trotz der guten Leistungen in den zwei Jahren erhielt Heisig von 96-Manager Schmidt ein Vertragsangebot vorgelegt, das für ihn nicht akzeptabel war.
Nachdem die Verhandlungen auch in der Vorbereitungszeit für die neue Saison nicht zu einem erfolgreichen Abschluss geführt hatten, entschloss sich Heisig zu einem Vereinswechsel. Ein Angebot vom MSV Duisburg hatte er im Vorfeld bereits ausgeschlagen, und so wechselte er kurz vor Beginn der Zweitligasaison 1991/92 zum einzigen Verein, der zu diesem Zeitpunkt noch einen Stürmer suchte, dem TSV 1860 München. Diese Zweitligarunde wurde, um sechs Vereine der ehemaligen DDR-Oberliga in die zweite Spielstufe zu integrieren, in zwei Staffeln (Nord und Süd) zu je 12 Vereinen getrennt und in einem veränderten Modus ausgetragen. Jochen Heisig war nach ersten – für ihn persönlich mit zwei Toren in den ersten fünf Ligaspielen durchaus erfolgreichen – Einsätzen bald nach Saisonbeginn verletzungsbedingt zu einer längeren Pause gezwungen. Er kam im Verlauf der Spielzeit auf insgesamt 21 Spiele (3 Tore) für die „Löwen“, wurde aber nach Ende seiner Zwangspause von Trainer Karsten Wettberg nur noch als Ergänzungsspieler eingesetzt. Nicht nur für Heisig, sondern für die gesamte Mannschaft verlief die Saison überaus enttäuschend: 1860 München hätte, um sich sicher für die wieder eingleisige Liga der Folgesaison 1992/93 zu qualifizieren, den 9. Platz der Südrunde belegen müssen. Für die Elf von der Grünwalder Straße reichte es aber nur für den 10. Platz, und in der sich anschließenden Relegationsrunde mit Fortuna Köln und dem TSV Havelse sicherte sich das Team aus der Kölner Südstadt den Klassenerhalt, während 1860 und Havelse den Gang ins Amateurlager antreten mussten.
Hannover 96 hingegen hatte mit dem fünften Platz in der Nordgruppe die Qualifikation für die Zweite Bundesliga 1992/93 geschafft. Jochen Heisig war von der Isar an die Leine zurückgekehrt, doch unter dem neuen Trainer Eberhard Vogel lief es in der „Mammutliga“ – die Spielklasse war für diese Saison auf 24 Vereine aufgestockt worden – für die 96er wenig erfolgreich, nach durchwachsenem Start rutschte die Mannschaft im Verlauf der Vorrunde zeitweise in die Abstiegsränge ab. Heisig kam erst am 16. der 46 Spieltage in Rostock zu seinem ersten Einsatz, erzielte aber schon beim nächsten Heimspiel (2:1 gegen Duisburg) sowie am Spieltag darauf beim 1:0 in Düsseldorf wichtige Tore. Die „Roten“ konnten sich bis zum Saisonende noch ein positives Punktekonto erarbeiten und schlossen die Saison auf dem 9. Tabellenplatz ab. Für Jochen Heisig standen 1992/93 16 Spiele (3 Tore) in der Liga sowie 2 Einsätze (1 Tor) im DFB-Pokal zu Buche. Sein letztes Spiel als Profifußballer bestritt er beim Saisonabschlussspiel am 6. Juni im Hamburger Millerntorstadion, in dem der FC St. Pauli Hannover 96 mit 1:0 besiegte und damit den Klassenerhalt sicherte.

## Nach der Profilaufbahn
Anschließend kehrte Heisig wieder ins baden-württembergische Amateurlager zurück. Beim 1. FC Pforzheim absolvierte er in der Saison 1993/94 30 Spiele und erzielte 9 Tore, der FCP belegte am Rundenende Platz zehn und qualifizierte sich damit nicht für die neue dritte Spielstufe, die Fußball-Regionalliga. Heisig blieb dem Verein noch zwei weitere Jahre treu und kam in dieser Zeit in der nunmehr viertklassigen Oberliga Baden-Württemberg auf weitere 43 Spiele und 12 Tore. 1996/97 spielte Heisig für den VfL Brackenheim (bei Heilbronn), anschließend kehrte er für ein halbes Jahr zum VfR Heilbronn zurück (14 Spiele, 3 Tore in der Oberliga BW). Darauf folgten weitere sechs Monate beim Liga-Konkurrenten FV Lauda (Januar bis Juni 1998, 11 Spiele, 6 Tore) und die Saison 1998/99 beim VfB Eppingen. Seine Fußballerlaufbahn ließ Heisig schließlich als Spielertrainer der SG Bad Wimpfen ausklingen.
Nach seinem Rückzug aus dem Profifußball hatte Jochen Heisig von 1993 bis 1997 bei der Sparkasse Pforzheim eine Ausbildung absolviert und als Diplom-Betriebswirt (BA) Bank abgeschlossen. Nach der Rückkehr in die Heimat machte er sich 1998 als Berater in der Finanzbranche selbständig und ist heute Geschäftsführer/Gesellschafter der Beratergemeinschaft Heisig & Kollegen mit Sitz in Neckarsulm. Neben seiner Berufstätigkeit engagiert er sich in der Lokalpolitik. Heisig ist verheiratet und hat zwei Kinder.